# Institut des hautes études de l'Amérique latine
L'Institut des Hautes Études de l'Amérique Latine (IHEAL) est un institut de l'université Sorbonne-Nouvelle, créé en 1954 par le géographe Pierre Monbeig comme institut de l'université de Paris. C'est aujourd'hui un institut doté d'autonomie, au sein de l'université Sorbonne-Nouvelle. Il fait partie du campus Condorcet où il a ses locaux depuis septembre 2019.
Denis Merklen, sociologue, est son directeur.

## Description
L'IHEAL propose des formations spécialisées sur l'Amérique latine au niveau master (recherche et pro) ainsi qu'un diplôme d'université (le diplôme d'études latino-américaines, abrégé en DELA). Depuis 2014, l'IHEAL a créé une licence en « études internationales » en partenariat avec d'autres départements de l'Université Paris-III. L'institut est également le lieu de réalisation de thèses de doctorats sur l'Amérique latine en science politique, sociologie, anthropologie, géographie, histoire et économie. Ces formations débouchent soit sur des carrières universitaires, soit, plus fréquemment, sur des carrières dans les secteurs privés et publics en lien avec l'Amérique latine, notamment dans les secteurs associatif, de la coopération culturelle et de la diplomatie, de la coopération décentralisée, ou encore dans des entreprises présentes en Amérique latine.
Il abrite la principale bibliothèque française d'études latino-américaines, la bibliothèque Pierre-Monbeig, forte de près de 80 000 ouvrages, souvent uniques en France. Elle est ouverte aux étudiants et aux chercheurs et aujourd'hui intégrée à l'Humathèque du campus Condorcet.
L'institut des hautes études d'Amérique latine est régulièrement sollicité par les organisations internationales, les organismes publics et des entreprises pour exercer des expertises sur des sujets touchant l'Amérique latine. La presse française et internationale sollicite régulièrement les membres de l'IHEAL pour intervenir dans les médias ou en leur qualité d'experts dans le cadre des investigations journalistiques.
L'Institut possède une maison d'édition, les Éditions de l'IHEAL. Elle publie les revues Cahiers des Amériques latines, revue pluridisciplinaire de sciences sociales sur l'Amérique latine, et Confins, revue franco-brésilienne de géographie, ainsi que plusieurs collections d'ouvrages dont les collections Travaux et mémoires et Colectivo. La collection Chrysalides publie, après concours, les meilleurs mémoires de Master effectués à l'Institut. 
L'institut joue un rôle important dans les relations entre la France et l'Amérique latine. Il est fréquenté par de nombreux étudiants latino-américains qui viennent s'y former et rencontrent des étudiants français et européens partageant les mêmes intérêts. L'IHEAL possède des conventions et des accords d'échange et de coopération scientifique avec les principales universités de l'Amérique latine et d'Europe. Il organise régulièrement des colloques et des conférences portant sur l'Amérique latine. Il invite également chaque année plusieurs professeurs et chercheurs de haut niveau, dans le cadre de ses Chaires de professeurs invités, issus pour la plupart des universités latino-américaines.
Il accueille enfin le centre de recherche et de documentation sur les Amériques, une unité mixte de recherche du Centre national de la recherche scientifique.
L'IHEAL a été dirigé par l'historien Olivier Compagnon de 2015 à 2019 et par l'anthropologue Capucine Boidin de 2019 à 2022. En 2022, c'est le sociologue Denis Merklen qui devient directeur de l'Institut des hautes études en Amérique latine.
Jusqu'en 2019, son siège était 28 rue Saint-Guillaume (Paris).

## Anciens élèves célèbres
Plusieurs anciens élèves célèbres ont effectué leurs études au sein de l'Institut. Nous retrouvons parmi eux :
- Alan Garcia (ancien président péruvien ayant effectué deux mandats)
- Verónika Mendoza (femme politique péruvienne ayant été candidate aux élections présidentielles de 2016 et 2021)